# حسن مریدی
حسن مریدی سیاست‌مدار ایرانی بود، که در  دوره بیست و دوم  بعنوان نماینده اسلام‌آباد غرب در مجلس شورای ملی حضور داشت.